# TECSUN

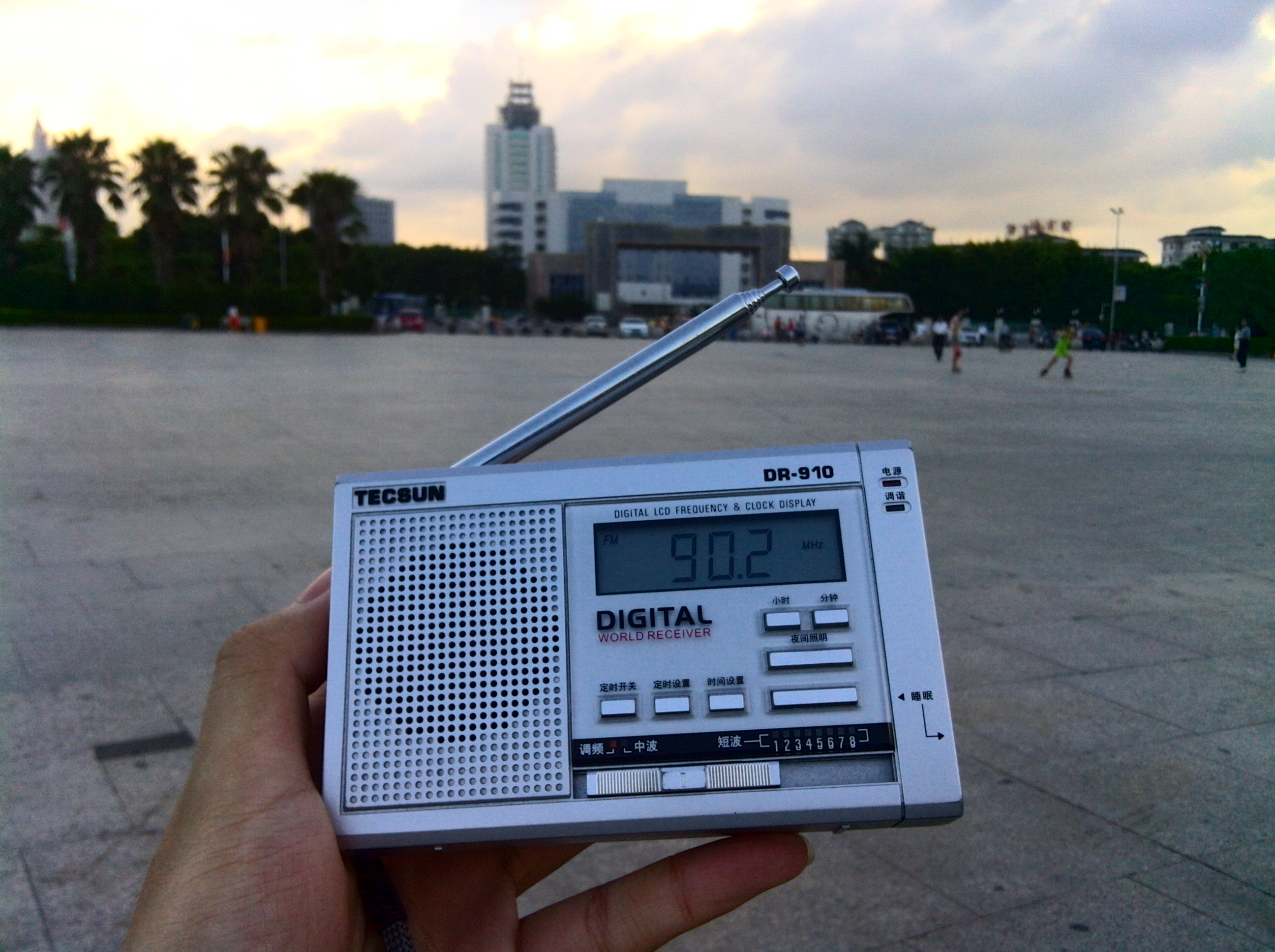
德生マルチバンドレシーバー DR-910

TECSUN（德生、テックサン）は中華人民共和国広東省東莞市にあるオーディオ・ビジュアル家電メーカーの名、および同社の中国語圏外向けのブランド名である。

## 概要
1994年創業。1997年に法人設立。正式名称は「東莞市德生通用電器制造有限公司」で、中国では「德生」というブランド名で、主にBCL向けのマルチバンドラジオや、ポータブルラジオ、デジタルオーディオプレーヤー（MP3プレーヤー）、ボイスレコーダーなどを発売。2003年7月、国際的な商標として「TECSUN」のブランドが制定される。中国国内はもとより東南アジア、中東、ヨーロッパ、北アメリカ等を中心に輸出されている。日本でも、主に日本全国のホームセンター、バラエティーショップ、秋葉原・日本橋の電気街などを中心に販売されている。
また、各国メーカーへのOEM供給も行っており、AIWAほかがワールドバンドラジオを販売している。世界で唯一5バンドラジオを複数種販売(PL-680, S-2000)している。2020年代からハイレゾ音源にも対応している。

## ワールドバンドレシーバー
- TECSUN DR-910
- TECSUN DR-920C
- TECSUN R-304D
- TECSUN R-305
- TECSUN R-404
- TECSUN R-909
- TECSUN R-911
- TECSUN R-912
- TECSUN R-1012
- TECSUN R-2010D
- TECSUN R-9012
- TECSUN R-9700DX
- TECSUN R-9701
- TECSUN R-9702
- TECSUN R-9710
- TECSUN PL-210
- TECSUN PL-310
- TECSUN PL-310ET
- TECSUN PL-320
- TECSUN PL-330
- TECSUN PL-360
- TECSUN PL-365
- TECSUN PL-368
- TECSUN PL-380
- TECSUN PL-390
- TECSUN PL-398BT
- TECSUN PL-398MP
- TECSUN PL-450
- TECSUN PL-505
- TECSUN PL-550
- TECSUN PL-600
- TECSUN PL-606
- TECSUN PL-660
- TECSUN PL-680
- TECSUN PL-880
- TECSUN PL-990
- TECSUN PL-990x
- TECSUN H-501[1]
- TECSUN S-8800
- TECSUN S-2000